# Gabriel Taborin
Gabriel Taborin (Belleydoux, Ain, 1 de novembre de 1799 - Belley, 24 de novembre de 1864) fou un religiós francès, fundador de la congregació dels Germans de la Sagrada Família de Belley. Ha estat proclamat venerable per l'Església catòlica.

## Biografia
Va néixer en una família rural de fondistes, fill de Josefine Poncet-Montage i Claude-Joseph Taborin, comerciant de formatges. Als dotze anys va començar a ensenyar el catecisme als nens del poble, ja que al poble no hi havia escola, i als setze feia animació litúrgica a la seva parròquia. Després d'estudiar a Châtillon de Michaille, el 1817 exerceix com a mestre al seu poble, a proposta de l'ajuntament, obrint així una escola pública. L'octubre del 1824 va decidir de consagrar-se a l'apostolat i comença a viure amb els Germans de les Escoles Cristianes, pensant d'ingressar-hi. Amb cinc companys, va fer-se religiós. El bisbe de Saint-Claude (Departament del Jura) el fa el seu majordom i en aquesta ciutat s'encarregà de l'ensenyament de la doctrina i al servei als necessitats.
Vol crear una escola i un pensionat, i lloga una casa per fer-ho; amb l'ajut d'un canonge, redacta una regla per a una congregació religiosa a la que volia anomenar Germans de Sant Josep i amb cinc amics comença a exercir a l'escola. La iniciativa és ben rebuda i tenen prop de vuitanta alumnes, i més que volen entrar-hi. El treball comença a ésser excessiu, i els cinc germans acaben marxant, deixant Taborin sol i ha de tancar l'escola. Marxa després a la petita parròquia de Jeurre l'abril de 1825 com a catequista, i obté un bon resultat, com després a altres llocs: Courtefontaine, Menestruel, Hauteville...

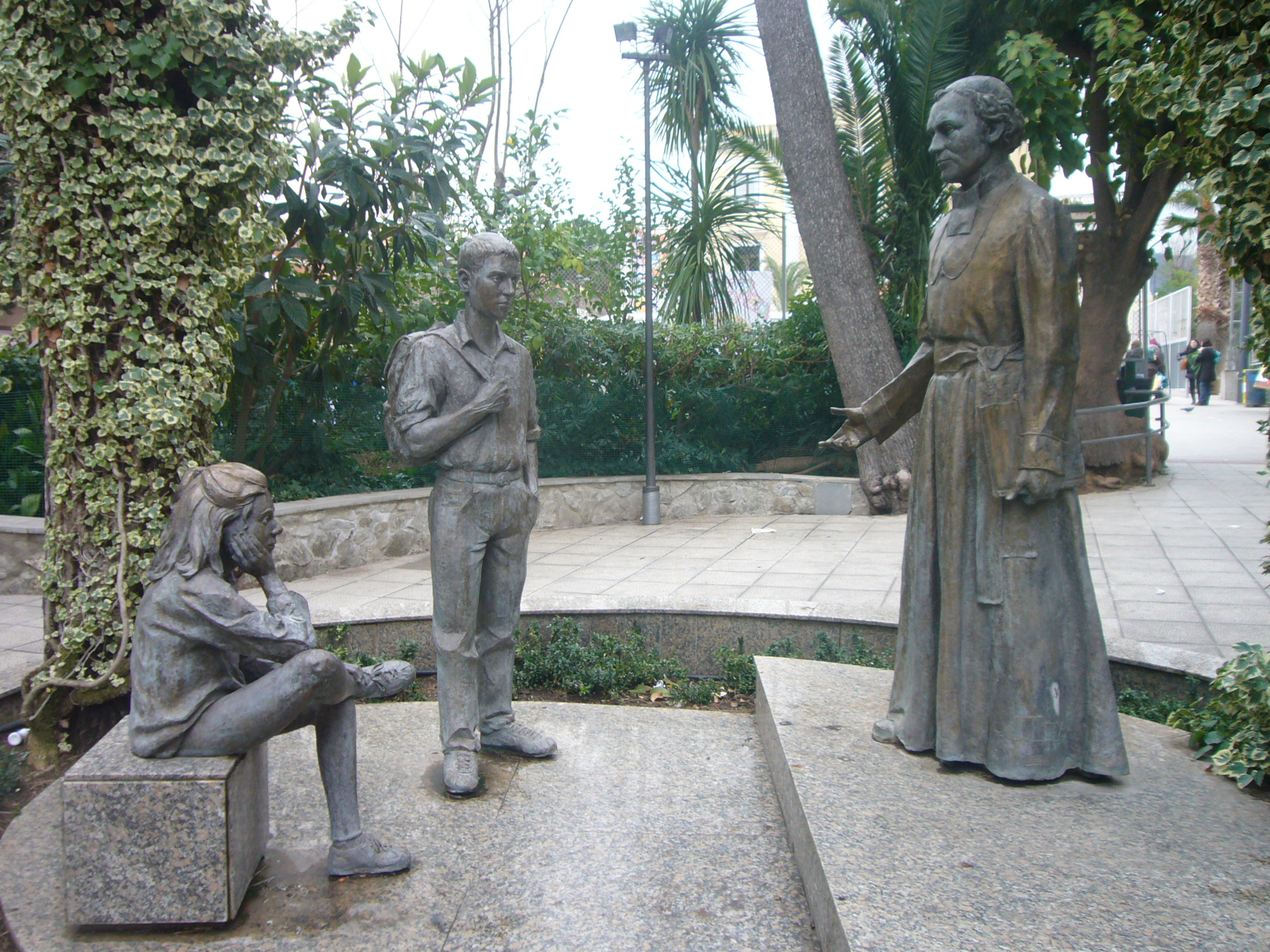
Monument a Taborin al Col·legi Sagrada Família d'Horta (Barcelona)

El 1827 s'entrevista amb el bisbe de Belley, monsenyor Alexandre Devie, que l'aconsella, i el 1829 obre una nova escola a Belmont. Volia constituir-hi una nova congregació laica dedicada a l'ensenyament, la catequesi i l'ajut als rectors de pobles petitsl. El 1833, hi admeté els primers postulants; el 23 d'abril de 1835 prengueren l'hàbit de la congregació de Germans de la Sagrada Família. El 3 de novembre del 1838 Taborin va fer els vots solemnes i onze dels seus companys van emetre'n els simples. Quan el va conèixer, Jean-Marie Vianney confià als germans la gestió de l'escola parroquial d'Ars-sur-Formans. El 1840 trasllada el noviciat de la congregació a Belley i el 28 d'agost de 1841 Gregori XVI li atorgà el títol de catequista apostòlic i aprovà l'institut. El rei Carles Albert I de Sardenya autoritza l'expansió de la congregació als seus estats i a diverses diòcesis franceses, i finalment arriben a París. Majoritàriament, els germans ensenyen a parròquies rurals, de vegades en comunitat, però sovint sols.
El germà Taborin visita amb freqüència els germans i comunitats de la congregació, i redacta escrits (les constitucions, les circulars i llibres per als membres i les famílies dels estudiants) que puguin ajudar-los. Es lliure per complet al desenvolupament de l'institut: quan mor, compta amb 157 germans. Va morir als 65 anys, esgotat físicament. Taborin va deixar un voluminós epistolari (unes 11.000 cartes), alguns llibres de text per a les escoles (entre ells una gramàtica francesa i una antologia de textos) i textos espirituals per a pelegrins.

## Veneració
Fou declarat venerable el 14 de maig de 1991 per Joan Pau II. Als col·legis de la congregació és conegut com a Germà Gabriel.